# Добрянка (пункт пропуска)
Добря́нка (укр. Добрянка) — пункт пропуска через государственную границу Украины на границе с Белоруссией.
Расположен в Черниговской области, Черниговском районе, вблизи одноимённого посёлка городского типа. С белорусской стороны находится пункт пропуска «Поддобрянка» на трассе в сторону Марковичей.
Вид пункта пропуска — автомобильный (грузоподъёмность до 3,5 тонн), пешеходный. Статус пункта пропуска — местный (время работы 8:00—20:00).
Характер перевозок — пассажирский.
Может осуществлять только радиологический, таможенный и пограничный контроль.